# Le Breuil-en-Bessin
Le Breuil-en-Bessin település Franciaországban, Calvados megyében. Lakosainak száma 411 fő (2022. január 1.). Le Breuil-en-Bessin Blay, Crouay, Le Molay-Littry és Saon községekkel határos.

## Népesség
A település népességének változása:
| Lakosok száma | 223  | 221  | 228  | 329  | 435  | 424  | 399  | 408  | 415  | 411  |
|               | 1968 | 1982 | 1990 | 2006 | 2013 | 2015 | 2017 | 2019 | 2020 | 2022 |